# Алапарс
Алапарс (вірм. Ալափարս (Alap'ars); інші назви Айлаберк, Варданаван, Варданаванк) — село в марзі Котайк, у центрі Вірменії.
В селі є шкота та дитячий садок.

## Прилеглі міста
Єреван (27 км)
Ванадзор (52 км)
Гюмрі (86 км)
Ерджіш (189 км)
Хой (206 км)
Ван (237 км)
Ерзурум (295 км)
Бітліс (307 км)
Батман (412 км)
Діярбакир (476 км)

## Готелі
Найближчі:
- Готель Раздан (англ.«Hrazdan Hotel») знахродиться за 28 км (від 15000 AMD)***.

## Пам'ятки
- В селі є церква Варданаванк, побудована в 901 році. За місцевою легендою церква містить краплю вірменського національного героя Вардана Маміконяна.

## Галерея

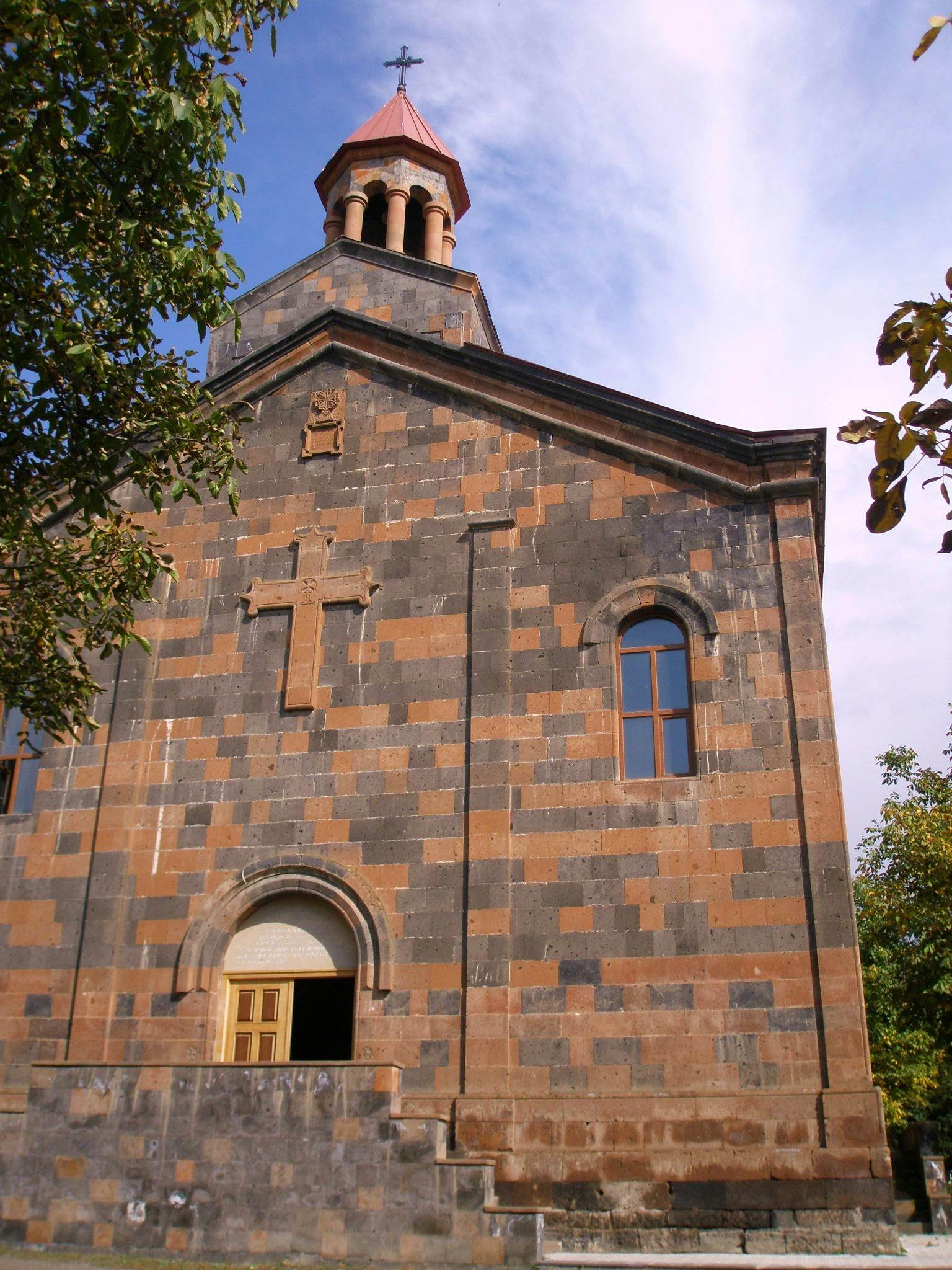
Церква С. Аствацацина, 1897.
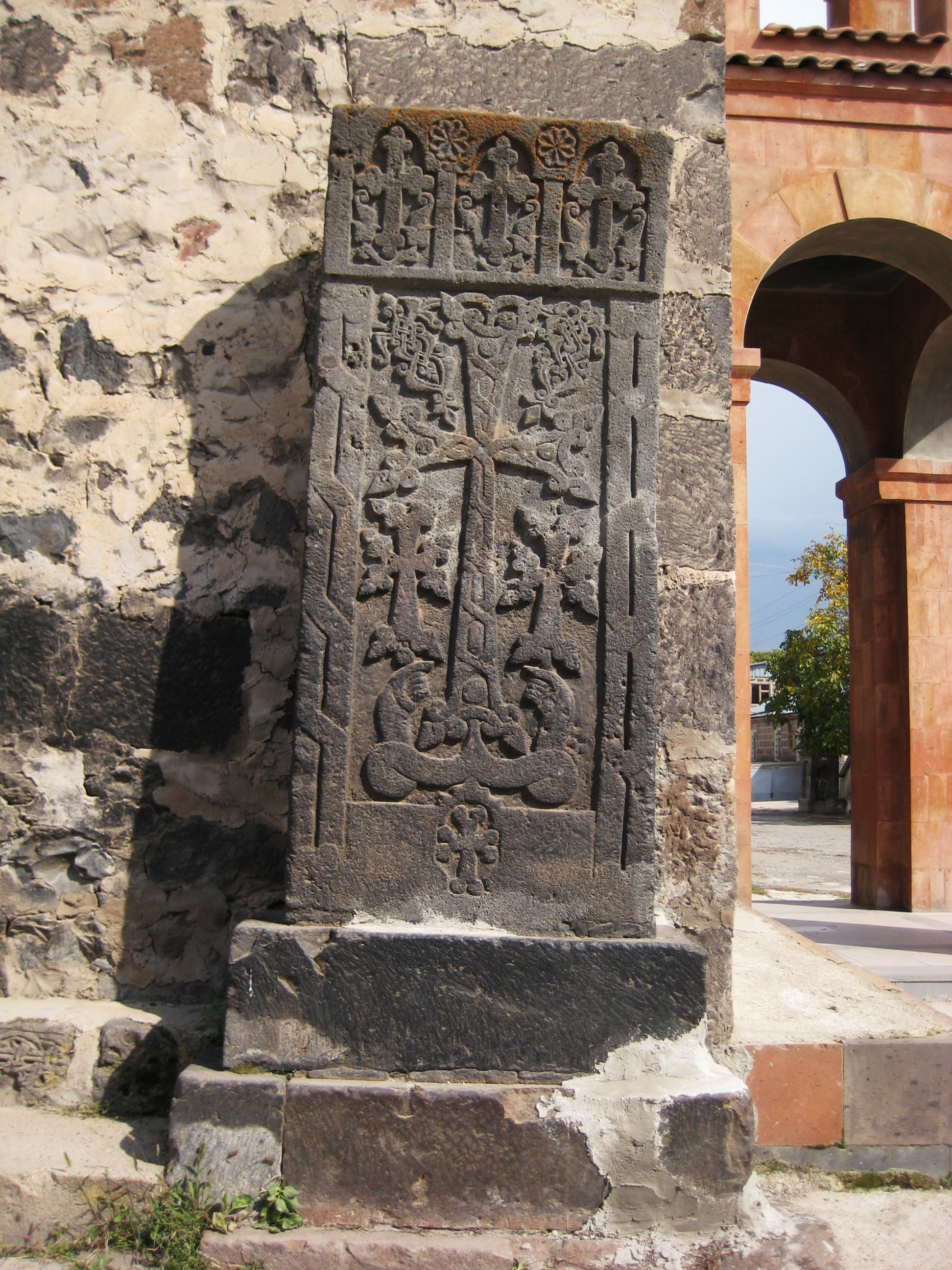
Хачкар прилеглий до церкви Варданаванк.